# Franz Leopold Neumann
Franz Leopold Neumann (ur. 23 maja 1900 w Katowicach, zm. 2 września 1954 w Visp, Szwajcaria) – niemiecki politolog, lewicowo-liberalny aktywista i obrońca sądowy ruchu pracowniczego, profesor Columbia University w Nowym Jorku.

## Życiorys
Urodzony w zasymilowanej, żydowskiej rodzinie w ówczesnym Kattowitz. Od 1919 był członkiem SPD. Na studia prawnicze wyjechał do Berlina, w 1923 obronił doktorat z prawa. W latach 1925–1927 pracował jako prawnik i asystent Hugo Sinzheimera niemieckiego teoretyka prawa pracy. W latach 1928–1933 wykładał w Wyższej Szkole Polityki (Deutsche Hochschule für Politik). Wielokrotnie reprezentował związki zawodowe w procesach sądowych. Po dojściu w 1933 Adolfa Hitlera do władzy emigrował; przez pewien czas był wykładowcą London School of Economics. Od 1942 był ekspertem ds. niemieckich w instytucjach rządowych w USA, a od 1950 profesorem Columbia University. Najbardziej znany z analiz teoretycznych narodowego socjalizmu. Pod koniec życia wrócił do Niemiec i współtworzył Wolny Uniwersytet w Berlinie, gdzie wykładał jako profesor wizytujący w Instytucie Nauk Politycznych. W 1953 przyznano mu na tej uczelni tytuł doctora honoris causa. Zginął w wypadku samochodowym.

## Najważniejsze prace
- Die politische und soziale Bedeutung der arbeitsgerichtlichen Rechtsprechung, Berlin: Laub, 1929;
- Tarifrecht auf der Grundlage der Rechtsprechung des Rechsarbeitsgerichts, Berlin: Allgemeiner Deutscher Gewerkschaftsbund, 1931;
- Koalitionsfreiheit und Reichsverfassung. Die Stellung der Gewerkschaften im Verfassungssystem, Berlin: Heymann, 1932;
- Trade Unionism, Democracy, Dictatorship, przedmowa Harold J. Laski, London: Workers’ Educational Trade Union Committee, 1934. (Wydane w USA pod tytułem European Trade Unionism and Politics, red. Carl Raushenbuch, New York: League for Industrial Democracy, 1936);
- (pod pseudonimem: Leopold Franz) Die Gewerkschaften in der Demokratie und in der Diktatur. Probleme des Sozialismus, 13, Karlsbad: Graphia, 1935;
- Behemoth: The Structure and Practice of National Socialism, London: Gollancz, 1942;
- Behemoth: The Structure and Practice of National Socialism, 1933-1944, 2. wydanie poprawione z nowym dodatkiem, Toronto: Oxford University Press, 1944;
- The Democratic and the Authoritarian State: Essays in Political and Legal Theory, red. Herbert Marcuse, Glencoe, Ill.: Free Press, 1957;
- Wirtschaft, Staat, Demokratie. Aufsätze 1930-1954, red. Alfons Söllner, Frankfurt a.M.: Suhrkamp, 1978;
- Die Herrschaft des Gesetzes. Eine Untersuchung zum Verhältnis von politischer Theorie und Rechtssystem in der Konkurenzgesellschaft, tłum. i red. Alfons Söllner, Frankfurt a.M.: Suhrkamp. (Niemieckie tłumaczenie pracy doktorskiej z 1936 r. The Governance of the Rule of Law: an Investigation into the Relationship between the Political Theories, the Legal System, and the Social Background in the Competitive Society, London School of Economics, 1936, recenzent: Harold J. Laski), 1980;
- The Rule of Law: Political Theory and the Legal System in Modern Society, red. Matthias Ruete, Leamington Spa: Berg, 1986.
- Charles Wright Mills: „Neumann and Behemoth the best of German Tradition”, in Power, Politics and People, New York,1967